# Académie militaire de Cherchell
L'Académie militaire de Cherchell-Houari Boumédiène (AMC) plus souvent appelée simplement Cherchell, est une école militaire algérienne située à Cherchell dans la wilaya de Tipaza. 
L'école est fondée après l'indépendance de l'Algérie en 1962 et à la suite de la fermeture de l'école militaire de Cherchell, école française qui assura la formation d'officiers et de sous-officiers de 1942 à 1962. Les principaux bâtiments de l'école militaire se situent au centre-ville de Cherchell. Ses dénominations successives ont été : « École militaire interarmes » de 1963 à 1979, « Académie militaire interarmes » (AMIA), de 1979 à 2013 et enfin, « Académie militaire de Cherchell » (AMC), à partir du 5 juillet 2013. 
L'académie militaire de Cherchell est la première école de formation militaire en Algérie indépendante. Elle offre une formation de qualité aux officiers de l'état-major, une formation de base aux officiers actifs stagiaires et une formation spécialisée aux officiers universitaires.
L'académie forme aussi des militaires originaires de pays africains et arabes,. Elle ne cesse d'évoluer et de connaitre des progrès, dictés par les grandes mutations que vivent toutes les armées du monde.

## Historique

### Durant la période française 1942-1962
L'École des élèves aspirants (EEA) de Cherchell est créée par la France libre pendant la seconde guerre mondiale après le débarquement allié du 8 novembre 1942 en Afrique du Nord. En octobre 1962, l'école française militaire de Cherchell est fermée et est transférée à Montpellier.

### Après l'indépendance de l'Algérie
En 1963, l'école militaire interarmes de Cherchell est créée pour former les officiers et les sous-officiers de l'armée nationale populaire  (ANP) qui a succédé à l'armée de libération nationale (ALN).  
En 1969, l'école forme des officiers de réserve.
En 1973, l'école se spécialise dans la formation d'officiers actifs.
En 1974, l'école est réorganisée pour ouvrir des sessions de formation au profit des cadres de l'état-major de l'ANP.
En 1979, l'école devient l'académie militaire interarmes de Cherchell.
En 1991, l'académie est rattachée au commandement des forces terrestres algériennes.
En 2008, l'école intègre une formation militaire et universitaire permettant la délivrance d'une licence.
Le 26 août 2011, l'académie est victime d'un double attentat suicide perpétré par deux kamikazes. Ces attentats, qui ont eu lieu devant le mess des officiers de l’académie, ont causé la mort de dix-huit personnes dont deux civils,. Cet attentat a été revendiqué par Al-Qaida au Maghreb islamique. C'est le premier attentat commis contre cette institution depuis l'apparition du terrorisme dans les années 1990 en Algérie.

## Formation
En 2008, l'académie a formé près de deux mille officiers : 205 officiers stagiaires (36e promotion de commandement et d’état-major), 670 élèves officiers (39e promotion de formation fondamentale) et 1 074 élèves officiers (première promotion de la formation fondamentale commune de base).

## Commandants de l'académie
- Colonel Boudjnene Ahmed (1963-1968)
- Commandant Abderrahmane Bensalem (1968-1969)
- Colonel Mohamed Salah Yahiaoui (1969-1977)
- Colonel Hachichi Zine Labidine (1978-1981)
- Colonel Liamine Zéroual (1981-)
- Colonel El Hachemi Hadjeres (-)
- Colonel Tayeb Derradji (-1987)
- Colonel Abdelmadjid Cherif (1987-1990)
- Colonel Abdelaziz Medjahed (1995-2000)
- Général Mohamed Chibani (2000-)
- Général Abdelhamid Abdou (-2005)[7].
- Général Abdelghani Malti (2005-2012)[16],[17]
- Général major Ali Sidane (2012-2018) [18].
- Général major Belkacem Bouafia (2018-2019)
- Général major Salim Grid (2019-2020)
- Général major Bacha Salmi (depuis août 2020)

## Élèves célèbres
- Ali Ghediri, Général algérien, directeur des ressources humaines du ministère de la défense nationale de 2005 à 2015.
- Amar Amrani, Général algérien, Commandant des forces de défense aérienne du territoire de 2008 à 2021.
- Gaston Ouassénan Koné, Général ivoirien, ancien Commandant Supérieur de la gendarmerie nationale de Côte d'Ivoire.
- Mohammed Moulessehoul, officier et écrivain connu notamment sous le pseudonyme de Yasmina Khadra.

## Promotion
- 2022-2023 : Mohamed Salah Yahiaoui[19].
- 2025 : Hocine Benhadid [20].